# Antoine Jean-Baptiste Aubugeois de La Borde
Antoine Jean-Baptiste Aubugeois dit "de La Borde", né le 16 janvier 1748 à Magnac-Laval (Haute-Vienne) et mort le 14 mars 1814 à Rochefort (Charente-Inférieure) est un général de brigade de la Révolution française.

## Biographie
Soldat au régiment d'Auxerrois-Infanterie en 1765, il participe à la Guerre d'indépendance des États-Unis. Il est maréchal des logis de gendarmerie en 1791, général de brigade le 6 janvier 1794, plusieurs fois blessé, il est nommé commandant de la place forte de Belfort, puis de Besançon en 1795. Commandant de la 2e subdivision de la 10e division militaire de Haute-Garonne et de Hautes-Pyrénées, il réprime l'insurrection royaliste de cette région lors de la bataille de Montréjeau le 20 août 1799, et sert ensuite en Corse en 1800. 
Le 5 septembre 1800, il prend la tête du 9e bataillon de vétérans de la garnison de Rochefort.
Il meurt le 14 mars 1814 à Rochefort.

## Sources
- (en) « Generals Who Served in the French Army during the Period 1789 - 1814: Eberle to Exelmans »
- (pl) « Napoléon.org.pl »
- Georges Six, Dictionnaire biographique des généraux & amiraux français de la Révolution et de l'Empire (1792-1814), Paris : Librairie G. Saffroy, 1934, 2 vol., p. 28